# Es (gruppo musicale)
Gli es sono un gruppo musicale indie-rock italiano formatosi a Treviso nel 1997.

## Storia del gruppo

### Gli esordi
La prima formazione comprende ALes (voce, chitarra, tastiere, campioni), Mario Gentili (basso, cori), Francesco Bacchion (chitarra) e Simone Faggian (batteria).
Nel 1999 esordiscono con il CD-R autoprodotto MUSICA TEDesCA tric e troc, che li fa conoscere nel circuito indie e viene ben recensito dalla stampa di settore.
Grazie alla segnalazione della rivista Rocksound, nel 2000 partecipano al Sonica Festival di Misterbianco (CT), esibendosi, con Verdena e Brassy, sullo stesso palco degli allora ancora sconosciuti Coldplay.
Nello stesso anno si esibiscono al Fringe Festival, presso l'ex Stazione Leopolda di Firenze.

### La Fosbury Records e "the mistercervello LP"
Nel 2001 gli es, consorziandosi con Valentina Dorme, Virna e Party Keller, danno vita all'etichetta indipendente Fosbury Records, che curerà le produzioni dei gruppi, contando sulla distribuzione nazionale fornita da Audioglobe.
Nel 2003 esce the mistercervello LP, album d'esordio, licenziato da Fosbury Records/Audioglobe.
Al termine delle registrazioni, Francesco Bacchion lascia la band, che prosegue per un periodo come trio.
Nel novembre 2003 la rivista Il mucchio selvaggio decreta the mistercervello LP "miglior album d'esordio dell'anno" e consegna agli es il Premio Fuori dal Mucchio 2003 in occasione del Meeting delle Etichette Indipendenti di Faenza. L'esibizione live vede il gruppo ritornare per l'occasione un quartetto con l'inserimento alla chitarra di Paolo "Pix" Carraro, chitarrista dei Valentina Dorme, e addirittura un quintetto, quando ospita ai cori Tae Tokui dei Tottemo Godzilla Riders (ospite anche nel disco).

### Il lungo stop
Nel 2005 entra in formazione il nuovo chitarrista Damiano Cavallin (proveniente dai Party Keller), che esordisce dal vivo il 24 aprile 2005 in un concerto al New Age di Roncade (TV) con i Perturbazione.
Il nuovo elemento si occupa anche di organizzare le registrazioni dell'album che dovrebbe raccogliere l'eredità di the mistercervello LP.
Varie vicissitudini portano il gruppo a rallentare i tempi. Mario Gentili entra in pianta stabile nei Valentina Dorme, dividendo l'attività fra i due gruppi.

### Il ritorno
L'intervento dell'etichetta padovana Dischi Soviet Studio, che si affianca alla Fosbury Records per la produzione, dà finalmente una svolta alla situazione, permettendo di portare a termine i mixaggi e la masterizzazione del nuovo album.
La formazione si allarga a cinque elementi, inglobando la chitarrista/cantante Tina (presente anche nell'album), che va a sostituire il dimissionario Damiano Cavallin, e il polistrumentista Simone "Zaffa" Zaffalon, in prestito dai compagni di etichetta Norman.
Nel settembre del 2011 pubblicano il terzo album Tutti contro tutti portiere volante, sempre per Fosbury Records/Dischi Soviet Studio con distribuzione Audioglobe, seguito, nel 2012, dal 45 giri in vinile "Constrictor / Noia e Bon ton" (Fosbury Records / Dischi Soviet Studio / Audioglobe).

### Gli EP digitali e le "canzoni sull'amore"
A Giugno del 2014 la band pubblica un EP digitale di 3 brani intitolato "Sottile è il cuore entusiasta", sotto l'egida di Dischi Soviet Studio (a seguito della chiusura di Fosbury Records); a Settembre il progetto viene replicato con un secondo EP digitale intitolato "Dai tremiti alle stelle". Il progetto è collegato da un unico filo conduttore, presentando in due uscite 6 canzoni che parlano dell'amore, descritto da diversi punti di vista.

## Formazione

### Formazione attuale
- ALes - voce, chitarra, tastiere
- Mario Gentili - basso, chitarra e cori
- Simone faggian - batteria
- Tina - voce, chitarra
- Simone Zaffalon - tastiere e chitarra

### Ex componenti
- Francesco Bacchion - chitarra
- Damiano Cavallin - chitarra e cori

## Discografia

### Album
- 1999 - MUSICA TEDesCA tric e troc (autoprodotto/Another Song Before Sleeping)
- 2003 - the mistercervello LP (Fosbury Records/Audioglobe)
- 2011 - tutti contro tutti portiere volante (Fosbury Records/Dischi Soviet Studio/Audioglobe)

### Singoli ed EP
- 2012 - Constrictor / Noia e Bon Ton - Vinile 7" 45 giri (Fosbury Records/Dischi Soviet Studio/Audioglobe)
- 2014 - Sottile è il cuore entusiasta - Digital EP (Dischi Soviet Studio)
- 2014 - Dai tremiti alle stelle - Digital EP (Dischi Soviet Studio)

### Partecipazioni a compilations
- 2000 - Another Song Before Sleeping: Primo con i brani Venere gonfiabile e Naif
- 2000 - Sonica 2000 con il brano live Venere gonfiabile
- 2001 - Loser, my religion con il brano Grace (cover di Jeff Buckley)
- 2001 - What must we do to get attention? con il brano Stelline... trés bien
- 2001 - Soniche Avventure VI con il brano Lo-fi
- 2002 - Riotmaker sampler 2002 con il brano Mark1
- 2002 - Fosbury: primo salto con il brano Intelli:gente
- 2002 - Alchimie con il brano Sto benissimo
- 2003 - Let it boom (album tributo ai Beatles) con il brano She's Leaving Home[5]
- 2003 - Tiny Tunes Vol.II con il brano La scena alternativa non mangia i dolci[6]
- 2003 - Il Mucchio Selvaggio - Sampler Dicembre con il brano Judy California
- 2004 - K:Rock con il brano L'articolo the davanti a nome di band
- 2005 - Lo Zecchino d'oro dell'underground con il brano Piccola e ben compiuta
- 2011 - Mag-Music Compilation Vol.14 con il brano Metà di metà[7]
- 2012 - Simmetrie, un omaggio agli Scisma con il brano Centro[8]
- 2012 - #Fosbury10 con il brano Constrictor[9]
- 2014 - Live in Soviet (compilation della Dischi Soviet Studio allegata a XL) con il brano L'articolo the davanti a nome di band[10]
- 2014 - Fosbury's last jump (compilation allegata a Rolling Stone Magazine) con il brano Judy California[11]
- 2014 - MEs-tival (compilation estiva di Mescalina.it) con il brano Pomeriggi difettosi[12]